# يان راسيل
يان راسيل (بالإنجليزية: Ian Russell)‏ (30 أغسطس 1975 بسياتل في الولايات المتحدة - ) هو مدرب كرة قدم ولاعب كرة قدم أمريكي في مركز الوسط. لعب مع سان خوسيه إيرثكويكس ولوس أنجلوس غلاكسي وSeattle Sounders (1994–2008) ‏.

## وصلات خارجية
- يان راسيل على موقع الدوري الأمريكي (الإنجليزية)
- يان راسيل على موقع قاعدة بيانات كرة القدم.إي يو (الإنجليزية)
- يان راسيل على موقع عالم كرة القدم.نت (الإنجليزية)